# Yūji Naka
Yūji Naka (中 裕司, Osaka, 17 de setembre de 1965) és un dissenyador de videojocs, programador, cap del grup de programadors i dissenyadors de Sega Sonic Team i director de l'empresa Prope. Fou el programador principal del videojoc Sonic the Hedgehog.

## Biografia
Després de graduar-se de l'escola secundària, Naka va decidir no anar a la universitat i quedar-se a la seva ciutat natal. Durant aquest temps, Naka va treballar llargues jornades en diversos treballs poc rellevants. Després de deixar la seva darrera feina, va saber que Sega buscava programadors assistents. Després d'una curta entrevista, fou contractat i va començar a treballar en un joc anomenat Girl's Garden, el qual va obtenir bones crítiques i l'apreciació dels aficionats. Posteriorment, s'encarregà de programar l'edició original del videojoc Sonic the Hedgehog. Naka ha produït altres jocs com NiGHTS Into Dreams, Burning Rangers i Phantasy Star Online. En els seus primers jocs va ser acreditat com "YU2" (en referència a Yū Suzuki) i "Muuu Iūji". És un dels pocs dissenyadors de jocs japonesos capaç de parlar l'anglès de forma fluida.
Naka també va contribuir a crear el popular joc Sega Superstars per l'EyeToy de la consola PlayStation 2, i és esmentat en Shadow the Hedgehog quan els soldats GUN ocasionalment diuen "Mister Iūji Naka is all right" (el senyor Yūji Naka està bé).
El 16 de març de 2006, Naka va anunciar que tenia la intenció de crear el seu propi estudi de videojocs, independent de Sega i de Sega Studio USA. Aquesta decisió fou semblant a la que va prendre Naoto Ōshima l'any 1999, quan va marxar del Sonic Team per fundar l'empresa Artoon.